# Siosta
Siosta là một chi bướm đêm thuộc họ Geometridae.